# French Frigate Shoals
French Frigate Shoals (haw. Lalo, także Kānemilohaʻi, Mokupāpapa) – atol leżący w archipelagu Hawajów, w grupie Północno-Zachodnich Wysp Hawajskich. Administracyjnie należy do stanu Hawaje w Stanach Zjednoczonych. Jest bezludny.

## Geografia

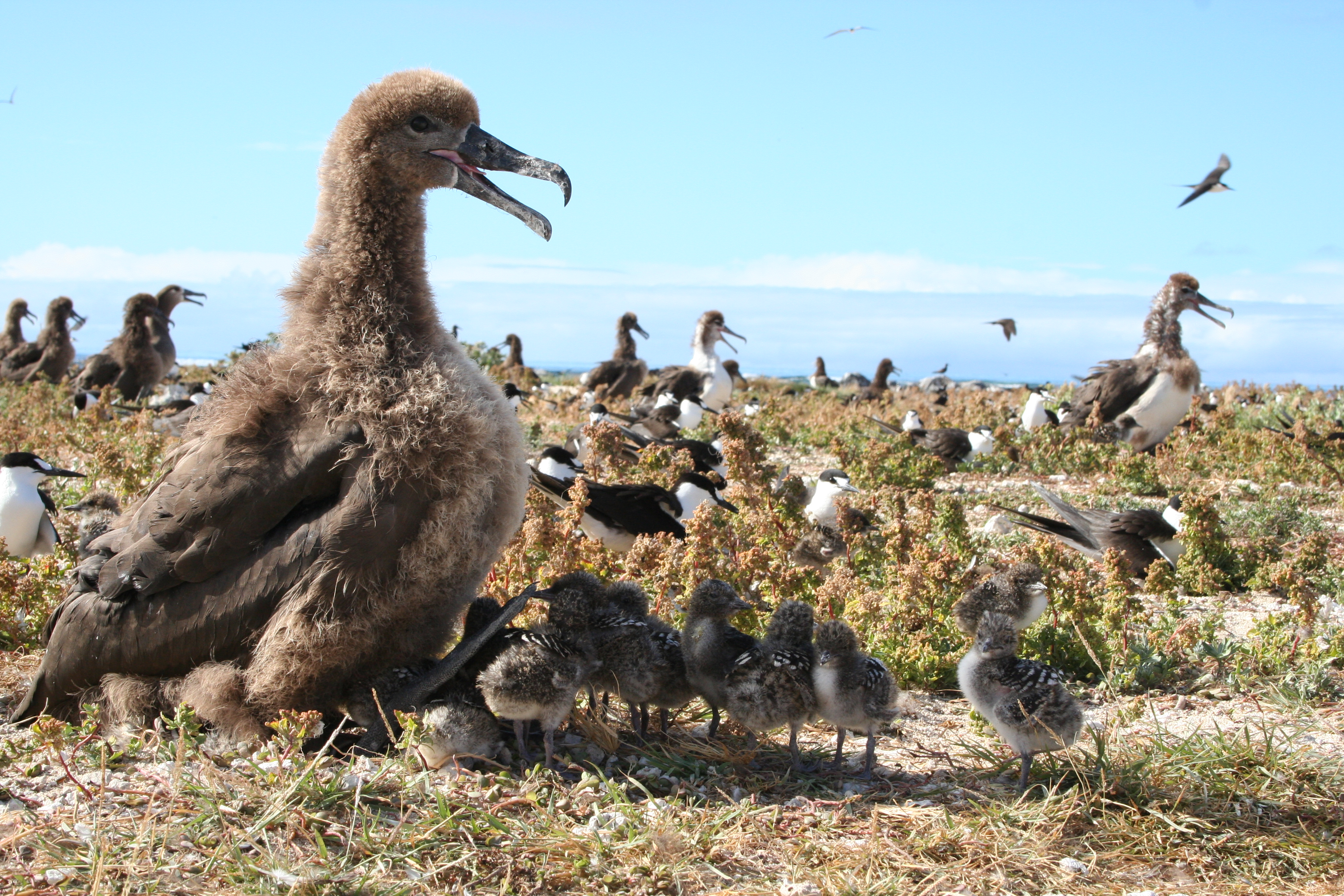
Młody albatros czarnonogi i pisklęta rybitwy czarnogrzbietej chroniące się w jego cieniu na jednej z wysepek atolu

French Frigate Shoals to największy atol koralowy w archipelagu hawajskim, znajdujący się w połowie jego rozciągłości, 772 km od Honolulu. Jest w większości zanurzony, kilka piaszczystych i skalistych wysepek trwale wznosi się w nim ponad poziom morza. Mają one łączną powierzchnię 0,27 km², otaczają je rafy koralowe o powierzchni 931 km². 

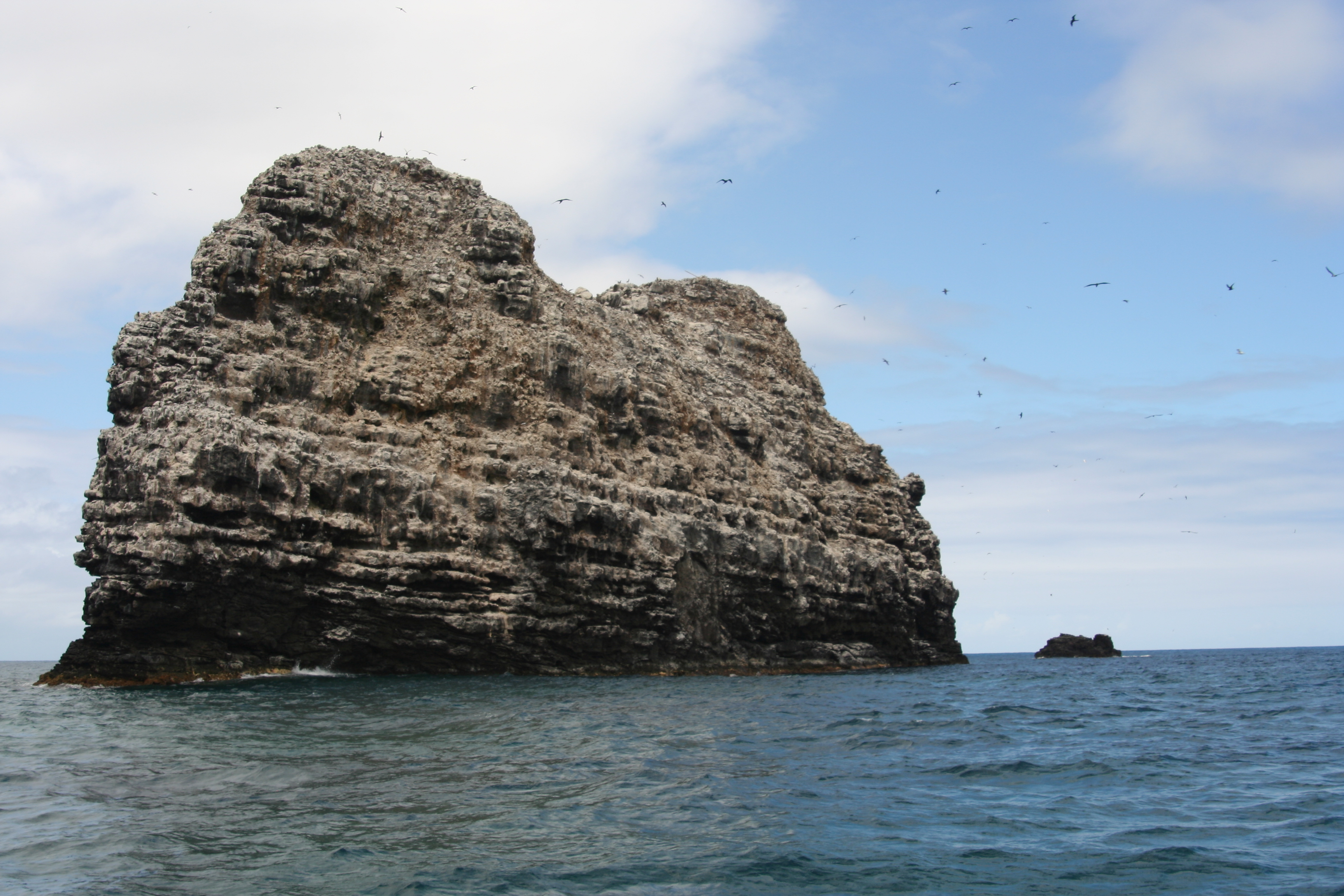
Zdjęcie La Perouse Pinnacle z morza

Atol ma kształt półksiężyca, położonego na podwodnym płaskowyżu o średnicy 29 kilometrów. Rafa tworzy ciągłą barierę o długości 27 km po północnej i zachodniej stronie, atol jest otwarty od południowego wschodu. Blisko centrum wznoszą się dwie bazaltowe skały, z których większa nosi nazwę La Perouse Pinnacle. Ta skała wznosi się 37 m n.p.m.; mniejsza skała ma wysokość tylko 3 m. Oprócz nich w atolu znajduje się 9 niskich, piaszczystych wysepek, ale ich położenie i kształt nie są stałe; ekspedycja z 1923 roku umieściła na mapie 16 takich wysepek.
Skały położone w centrum atolu to jedyne pozostałości dawnego wulkanu tarczowego, na szczycie którego narósł koralowy atol, kiedy wulkan wygasł i uległ erozji. Datowanie metodą potasowo-argonową pozwoliło stwierdzić, że wulkan był aktywny 12,3 miliona lat temu (miocen).
Atol French Frigate Shoals jest objęty ochroną prawną jako część Papahānaumokuākea Marine National Monument.

## Historia
Nie ma archeologicznych świadectw bytności ludzi na French Frigate Shoals, ale w tradycji ustnej zachowały się opowieści świadczące, że rdzenni Hawajczycy wiedzieli o istnieniu Północno-Zachodnich Wysp Hawajskich. Kulturowo były one uznawane za krainy przodków, nieprzeznaczone dla żyjących. Badacze kultury hawajskiej powiązali atol French Frigate Shoals z nazwą Lalo, oznaczającą „w dół, nisko, poniżej”, „zachód” lub „zawietrzna”. Nazwa ma wiele warstw znaczeniowych, wiąże się też z kierunkiem pō („ciemności i zapomnienia”) lub krain, gdzie przebywają bogowie. Nazwa Lalo przywołuje wyobrażenie niskich wysp, które częściowo pogrążają się w oceanie. Jest to pierwszy atol w archipelagu, licząc od południowego wschodu; wyznacza on miejsce, w którym zmienia się geologiczny charakter wysp hawajskich. Wiąże się z nią także nazwę Mokupāpapa („płaska wyspa”, „wyspa z niskimi rafami”). To tutaj bogini wulkanu, Pele, miała pozostawić swojego brata Kānemilohaʻi, odchodząc na główne wyspy archipelagu; wyspa bywa nazywana również jego imieniem.

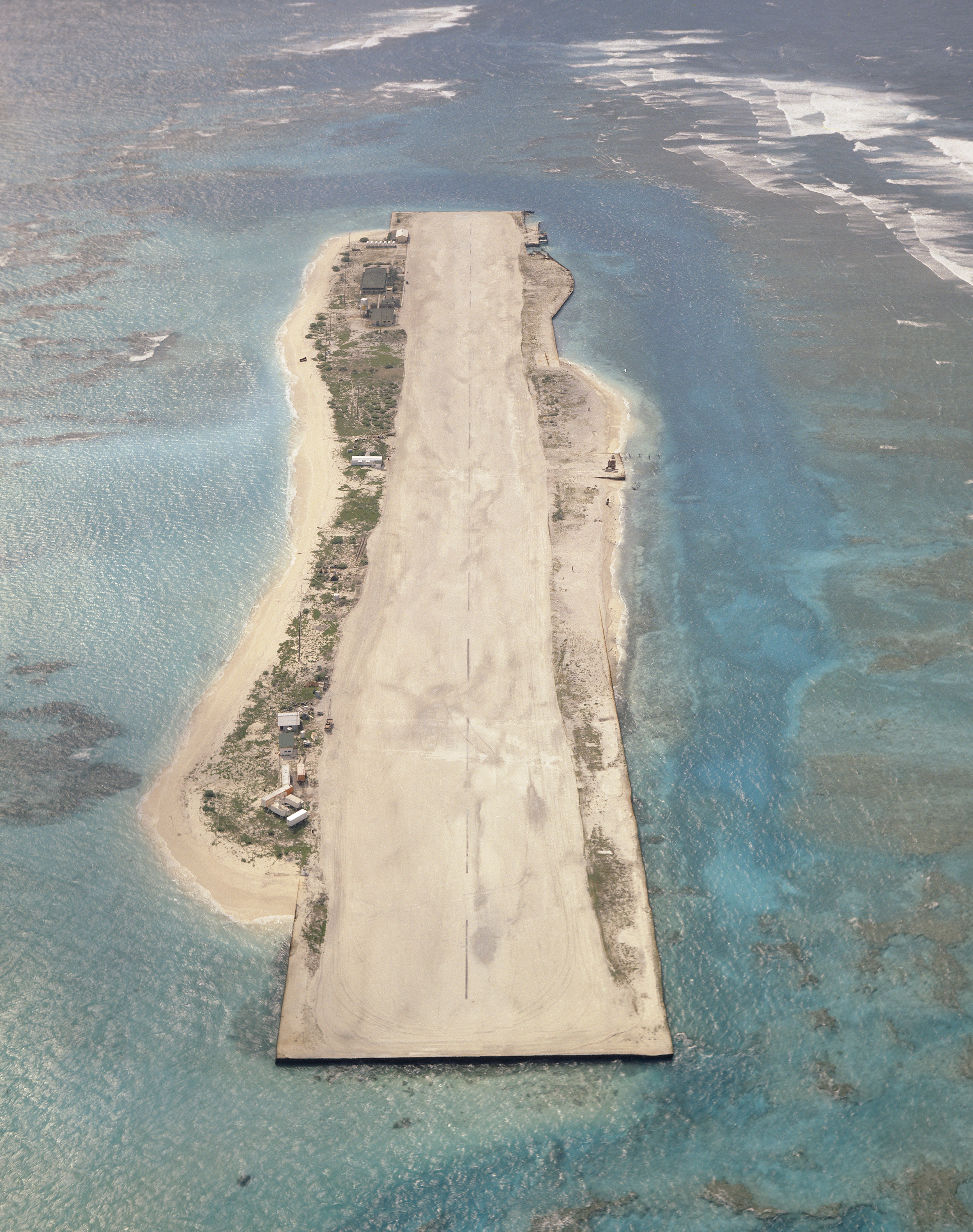
Tern Island z lądowiskiem w 1961 roku

Wyprawa Jean-François de La Pérouse’a dotarła do tego miejsca 6 listopada 1786 roku. To jego nazwiskiem nazwano skałę wznoszącą się w centrum atolu. W świetle Księżyca skała przypominała okręt pod pełnymi żaglami; to podobieństwo sprowadziło więcej niż jeden statek na tutejsze rafy. La Pérouse nazwał ten atol po francusku Basse des Frégates Françaises, czyli „płycizną francuskich fregat”; obecna angielska nazwa jest jej tłumaczeniem. 
W 1895 kapitan J.A. King formalnie przyłączył ten atol do Republiki Hawajów, a od 1898 został on częścią amerykańskiego Terytorium Hawajów. Od 1909 atol stał się częścią Hawaiian Islands Bird Reservation.
W trakcie II wojny światowej zatrzymywały się tu japońskie okręty podwodne, co skłoniło United States Navy do stworzenia placówki lotnictwa morskiego  na Tern Island, jednej z wysepek atolu, wykorzystywanej dla rekonesansu i jako przystanek w drodze na Midway. W 1943 roku na East Island zbudowano stację systemu LORAN, zamkniętą w 1979. Na Tern Island pozostało lądowisko, falochron i niektóre zabudowania, obecnie wykorzystywane przez United States Fish and Wildlife Service: przez cały rok stacjonuje tam dwóch pracowników i kilku wolontariuszy.

## Przyroda

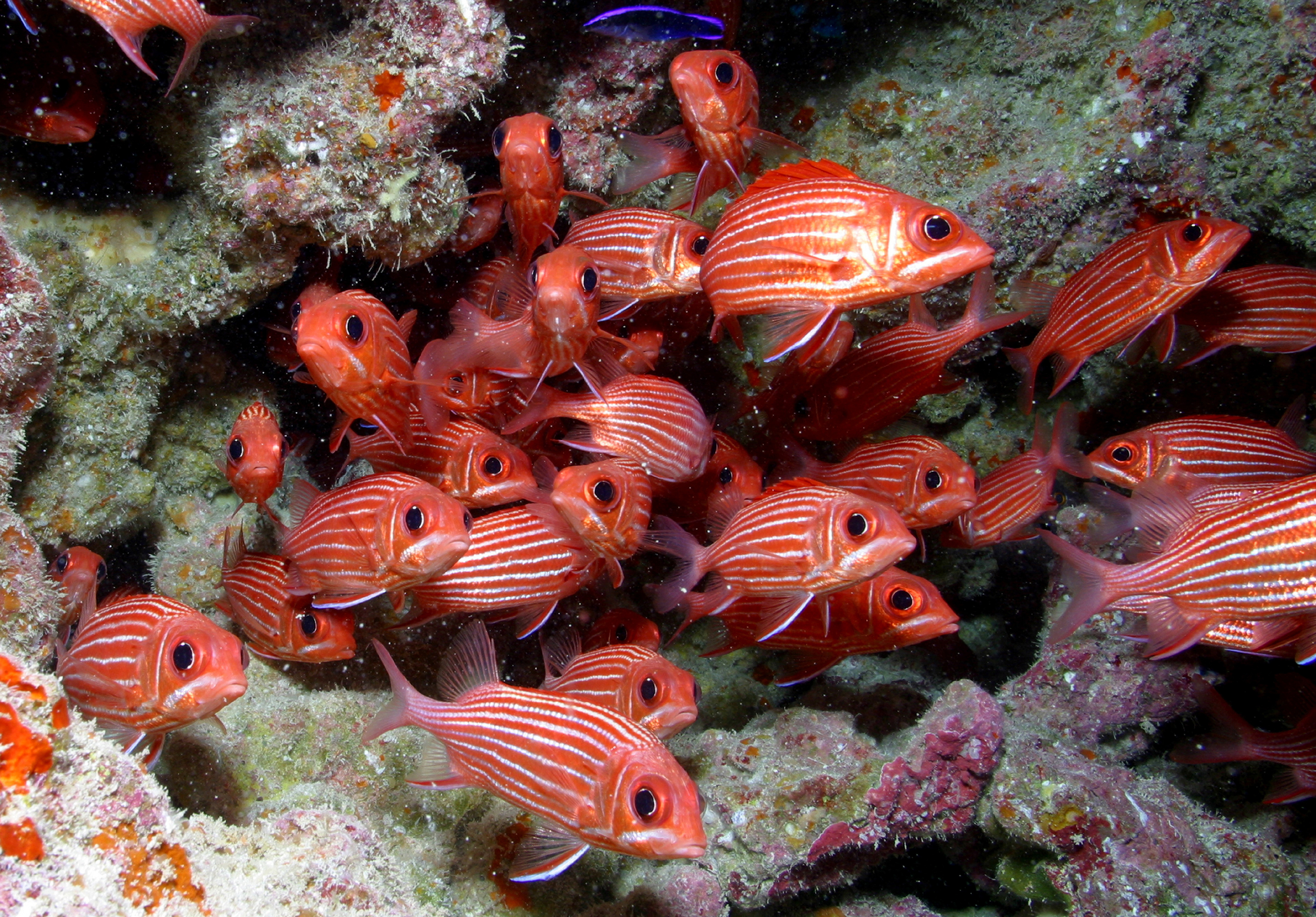
Endemiczne ryby Sargocentron xantherythrum na rafie atolu

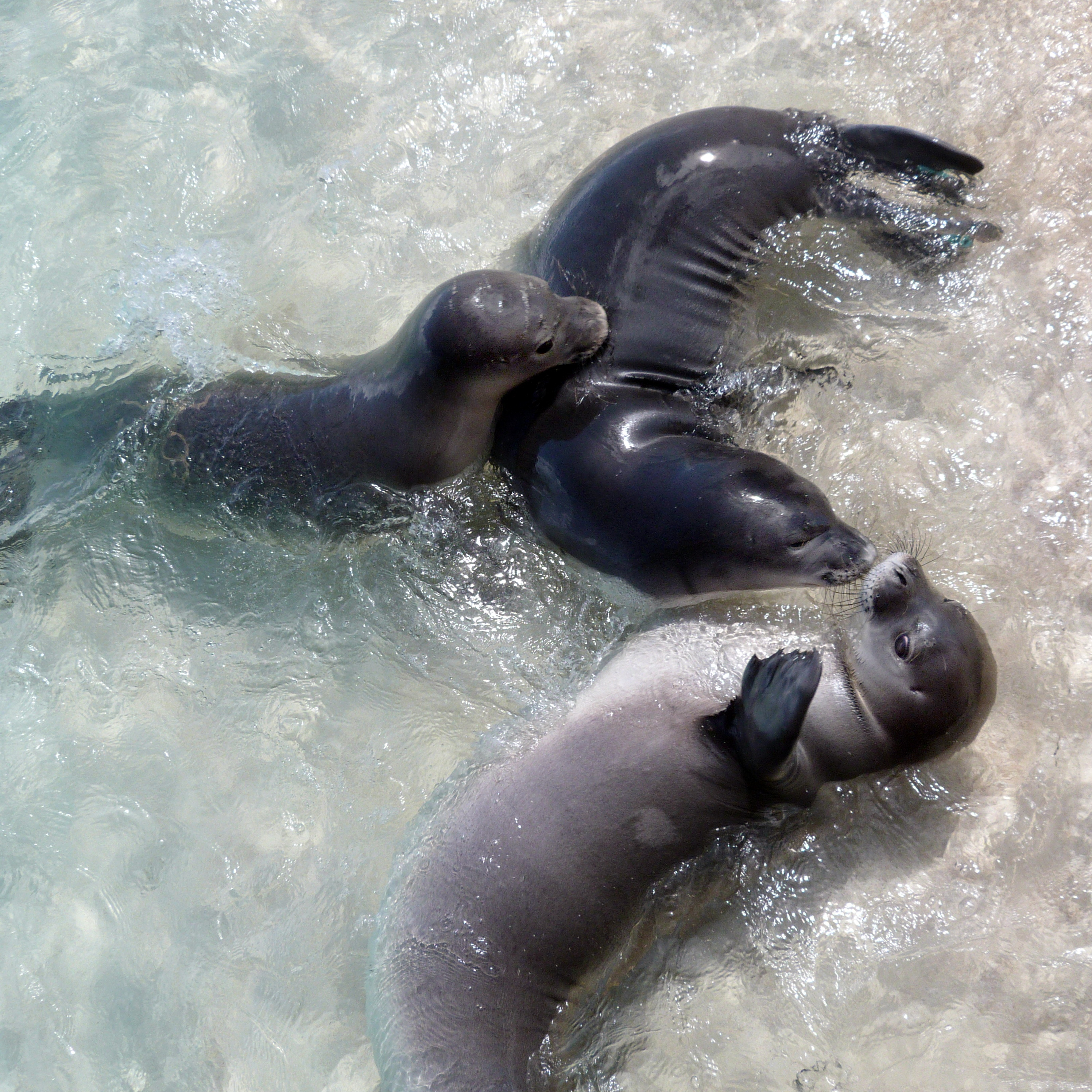
Młode mniszki hawajskie na płyciźnie na French Frigate Shoals

Wody atolu French Frigate Shoals są miejscem życia 178 gatunków ryb, oraz 41 gatunków korali madreporowych, co oznacza ich największą różnorodność w archipelagu Hawajów. Żyje tu ponad 600 gatunków bezkręgowców, wśród których są gąbki, wieloszczety, skorupiaki, ślimaki, małże, rozgwiazdy i jeżowce. Z ryb występują tu m.in. żarłacz rafowy, chetonikowate (w tym Chaetodon trifascialis, niespotykany na rafach głównych wysp Hawajów), pomakantowate (w tym Genicanthus personatus, występujący na mniejszych głębokościach niż w innych częściach archipelagu), a także duże grupy strzępielowatych i karanksów. Na dość głębokich rafach tego atolu rozmnaża się drapieżny karanks żółtopłetwy.
Piaszczyste wysepki atolu są miejscem gniazdowania 90% zagrożonych żółwi zielonych, znajduje się tu też największa kolonia rozrodcza mniszki hawajskiej. Ponadto na atolu spotykane jest 19 z 22 gatunków ptaków morskich znanych z Hawaiʻi. Żyje tu także endemiczny gatunek pluskwiaka (Nysius frigatensis), ćmy (Agrotis kerri) i roztocza (Phauloppia bryani).